# Prinsesse Lilian af Sverige
Hendes Kongelige Højhed Prinsesse Lilian af Sverige (oprindeligt Lilian May Davies, født 30. august 1915 i Wales, død 10. marts 2013 i Stockholm) var prinsesse af Sverige og hertuginde af Halland. Hun var enke efter prins Bertil af Sverige, som var kong Carl XVI Gustafs onkel.
Lilian stammede fra Wales og var datter af William John Davies og Gladys Mary Curran. Før hun mødte prins Bertil, var hun gift med skuespilleren Ivan Craig. Under anden verdenskrig arbejdede Lilian, dengang fru Craig, på en fabrik, som producerede radioer til den britiske flåde, og på et sygehus for sårede soldater.
I 1943 mødte hun prins Bertil af Sverige. De blev et par, men kunne af politiske årsager ikke gifte sig før 7. december 1976, da de indgik ægteskab på Drottningholm Slot. Prinsesse Lilian blev omtalt som Hendes Kongelige Højhed. 
5. januar 1997 døde prins Bertil med prinsesse Lilian ved sin side. Siden den gang fortsatte prinsesse Lilian med at repræsentere kongefamilien i forskellige sammenhænge. Hun var protektor for mange organisationer og også æresmedlem af en række klubber inden for prins Bertils interesseområde. Lilian blev i 1992 tildelt storkorset af St. Olavs Orden.
Prinsesse Lilian udgav en biografi om sit liv med prins Bertil i 2000.